# とてつもない日本
とてつもない日本（とてつもないにほん）とは、麻生太郎の著作。

## 概要
教育問題や格差社会など、暗い話ばかりを喧伝するメディアの姿勢に対して、日本は本当にそんなに駄目な国なのだろうかと国家を見つめなおした書。著者の麻生は、「普段見聞きした建設的で元気に溢れた話に自分の見解を付け加えた本」であると述べている。
2009年3月には2ちゃんねるで実施された「祭り」の効果でamazonの売り上げで1位を記録し、累計売り上げが20万冊近くにまで上った。